# Regionalwahlen in Gambia 2018
Die Regionalwahlen 2018 (englisch 2018 Local Government Election) in dem westafrikanischen Staat Gambia fanden in zwei Wahlgängen am 12. April 2018 und am 12. Mai 2018 statt.

## Wahl zu den Stadt-, Gemeinde- und Regionalräten
Die Regionalwahlen umfassten die Stadtratswahlen für das Banjul City Council, Gemeinderatswahlen für das Kanifing Municipal Council sowie die Wahlen zu den Regionalräten Basse Area Council, Brikama Area Council, Janjanbureh Area Council, Kerewan Area Council, Kuntaur Area Council und Mansakonko Area Council. Im ersten Wahlgang wurden die Ratsmitglieder gewählt und im zweiten Wahlgang die Vorsteher der Räte. Für die 120 Sitze in den Räten gab es über 400 Kandidaten.
Es wurden 302.528 Stimmen für die Ratsmitglieder von 886.578 Stimmberechtigten im April abgegeben. Damit lag die Wahlbeteiligung bei 34,1 %. Es wurden 257.506 Stimmen für die Vorsteher der Räte von 886.578 Stimmberechtigten im Mai abgegeben. Damit lag die Wahlbeteiligung bei 29,0 %. Landesweit erreichte die United Democratic Party (UDP) die meisten Stimmen.

## Ergebnisse der Wahlen

### Banjul City Council
| Wahl zum Vorsteher des Banjul City Councils |        |                     |         |             |
|                                             | Partei | Kandidat            | Stimmen | Stimmanteil |
|                                             | Unabh. | Alhagi Jah          | 118     | 1,10 %      |
|                                             | APRC   | Abdoulie Saine      | 554     | 5,15 %      |
|                                             | GDC    | Pa Mousa Ndiaye     | 188     | 1,75 %      |
|                                             | Unabh. | Abdoulie Bah        | 2.292   | 21,29 %     |
|                                             | Unabh. | Paul Pap Bass Jr.   | 71      | 0,66 %      |
|                                             | Unabh. | Lizzie Eunson       | 1.576   | 14,64 %     |
|                                             | Unabh. | Ebou Faye           | 1.871   | 17,38 %     |
|                                             | UDP    | Rohey Malick Lowe   | 2.836   | 26,35 %     |
|                                             | Unabh. | Adama Kelepha Samba | 1.258   | 11,69 %     |
|                                             |        | abgegebene Stimmen: | 10.764  |             |

Bei den Wahlen in der Banjul Administrative Area wurde der Stadtrat von Banjul, dem Banjul City Council, neu gewählt. Für dessen Vorsteher, dem Oberbürgermeister (englisch Lord Mayor of Banjul), wurden 10.764 Stimmen von 22.731 Stimmberechtigten abgegeben. Damit lag die Wahlbeteiligung bei 47,3 %. Gewählt wurde die Kandidatin der United Democratic Party (UDP) Rohey Malick Lowe, sie ist die erste direkt gewählte Frau Gambias in diesem Amt.
Stadtratsmitglieder:
- Banjul South
  - Pa Babou Cham (UDP) für den Wahlbezirk Jollof Town
  - Momodou Bah (PPP) für den Wahlbezirk Half Die
  - Abdoulie Boss Gaye (UDP) für den Wahlbezirk Portuguese Town
- Banjul North
  - Abdou Aziz Gaye (parteilos) für den Wahlbezirk Box Bar
  - Bintou S. M. Jaiteh (UDP) für den Wahlbezirk Campama
  - Omar B. J. Touray (UDP) für den Wahlbezirk Crab Island
- Banjul Central
  - Mamour Touray (PDOIS) für den Wahlbezirk Newtown West
  - Mamud Ceesay (parteilos) für den Wahlbezirk Newtown East
  - Tunko Jammeh (UDP) für den Wahlbezirk Soldier Town

### Kanifing Municipal Council
| Wahl zum Vorsteher des Kanifing Municipal Councils |        |                            |         |             |
|                                                    | Partei | Kandidat                   | Stimmen | Stimmanteil |
|                                                    | Unabh. | Modou Jenkins              | 645     | 0,96 %      |
|                                                    | Unabh. | Mohamadou Musa Njie (Papa) | 8.327   | 12,38 %     |
|                                                    | APRC   | Ousman Rambo Jatta         | 17.392  | 25,86 %     |
|                                                    | GDC    | Dawooda Njie               | 2.247   | 3,34 %      |
|                                                    | Unabh. | Francis George Gomez       | 812     | 1,21 %      |
|                                                    | PDOIS  | Adama Bah                  | 2.941   | 4,37 %      |
|                                                    | UDP    | Talib Ahmed Bensouda       | 29.325  | 43,60 %     |
|                                                    | Unabh. | Bubacarr Senghore          | 330     | 0,49 %      |
|                                                    | Unabh. | Bakary Badjie              | 5.236   | 7,79 %      |
|                                                    |        | abgegebene Stimmen:        | 67.255  |             |

Bei den Wahlen in der Kanifing Administrative Area wurde der Gemeinderat von der Gemeinde Kanifing, dem Kanifing Municipal Council, neu gewählt. Für dessen Vorsteher, dem Oberbürgermeister (englisch Lord Mayor of Kanifing Municipal), wurden 67.255 Stimmen von 199.957 Stimmberechtigten abgegeben. Damit lag die Wahlbeteiligung bei 33,6 %. Gewählt wurde der Kandidat der United Democratic Party (UDP) Talib Ahmed Bensouda.
Gemeinderatsmitglieder:
- Bakau
  - Binta Janneh Jallow (UDP) für den Wahlbezirk Bakau Newtown/Fajara
  - Lamin Dibba (UDP) für den Wahlbezirk Old Bakau/Cape Point
- Jeshwang
  - Bashiru Sarr (UDP) für den Wahlbezirk Kanifing
  - Habib M. L. Ceesay (UDP) für den Wahlbezirk New Jeshwang/Ebo Town
  - Junkung S. M. Dukureh (UDP) für den Wahlbezirk Old Jeshwang
- Serekunda West
  - Momodou A. Drammeh (UDP) für den Wahlbezirk Dippa Kunda
  - Musa Bah (UDP) für den Wahlbezirk Latrikunda Yiringanya
  - Lamin Tobong Jarju (APRC) für den Wahlbezirk Manjai Kunda/Kotu
  - Lamin K. Jammeh (UDP) für den Wahlbezirk Bakoteh
  - Peter Mendy (PDOIS) für den Wahlbezirk Kololi
- Latrikunda Sabiji
  - Ansumana Bayo (UDP) für den Wahlbezirk Sabiji
  - Pa Lamin Gibba (APRC) für den Wahlbezirk Abuko
  - Baba Jabbi (UDP) für den Wahlbezirk Fajikunda
- Serekunda
  - Musa Cham (PDOIS) für den Wahlbezirk London Corner
  - Karim Darboe (PDOIS) für den Wahlbezirk Bartez
- Bundunka Kunda
  - Sulayman Jammeh (APRC) für den Wahlbezirk Six Junction
  - Lamin Darboe (UDP) für den Wahlbezirk Bantaba/Borehole
- Tallinding Kunjang
  - Karamo Ceesay (UDP) für den Wahlbezirk Tallinding South
  - Baboucarr Mansally (APRC) für den Wahlbezirk Tallinding North

### Brikama Area Council
| Wahl zum Vorsteher des Brikama Area Councils |        |                      |         |             |
|                                              | Partei | Kandidat             | Stimmen | Stimmanteil |
|                                              | APRC   | Bakary Saibou Sanneh | 24.697  | 36,58 %     |
|                                              | GDC    | Fansu Sanneh         | 4.760   | 7,05 %      |
|                                              | Unabh. | Lamin Jamba Jammeh   | 5.363   | 7,94 %      |
|                                              | UDP    | Sheriffo Sonko       | 32.698  | 48,43 %     |
|                                              |        | abgegebene Stimmen:  | 67.518  |             |

Bei den Wahlen in der Brikama Administrative Area wurde der Regionalrat von der West Coast Region, dem Brikama Area Council, neu gewählt. Für dessen Vorsteher wurden 67.518 Stimmen von 281.115 Stimmberechtigten abgegeben. Damit lag die Wahlbeteiligung bei 24,0 %. Gewählt wurde der Kandidat der United Democratic Party (UDP) Sheriffo Sonko.
Ratsmitglieder:
- Foni Jarrol
  - Hamadi Tamba (APRC) für den Wahlbezirk Sintet
  - Modou Lamin Sanyang (APRC) für den Wahlbezirk Wassadou
- Foni Bondali
  - Mariama Krubally (APRC) für den Wahlbezirk Mayork
  - Araba Bojang (APRC) für den Wahlbezirk Bantanjang
- Foni Kansala
  - Yuba B. K. Jarju (APRC) für den Wahlbezirk Kanilai
  - Essa Bojang (APRC) für den Wahlbezirk Bwaim
- Foni Bintang
  - Sainey Jarjou (APRC) für den Wahlbezirk Kusamai (ohne Gegenkandidaten)
  - Mariama Manga (APRC) für den Wahlbezirk Sibanor
- Foni Brefet
  - Ismalla Badjie (APRC) für den Wahlbezirk Bulock
  - Alieu Gibba (APRC) für den Wahlbezirk Somita
- Kombo South
  - Momodou Bojang (UDP) für den Wahlbezirk Sanyang
  - Bubacarr M. Kanteh (UDP) für den Wahlbezirk Kartong
  - Momodou Charreh Jibba (UDP) für den Wahlbezirk Gunjur
- Kombo East
  - Bala Musa Darboe (UDP) für den Wahlbezirk Kafuta
  - Lamin Dibba (UDP) für den Wahlbezirk Pirang
  - Ousman Bah (UDP) für den Wahlbezirk Giboro
- Sanneh Mentereng
  - Lamin Sanyang (UDP) für den Wahlbezirk Sukuta
  - Abdoulie Camara (UDP) für den Wahlbezirk Bijilo
  - Sulayman Kinteh (UDP) für den Wahlbezirk Brufut
- Old Yundum
  - Alhagie Sowe (GDC) für den Wahlbezirk Jabang
  - Fatou Jallow (APRC) für den Wahlbezirk Kunkujang Keitayaa
  - Bilal Faal (UDP) für den Wahlbezirk Wellingara Nema
- Busumbala
  - Abie Bangura (UDP) für den Wahlbezirk Banjulunding
  - Mbemba Touray (UDP) für den Wahlbezirk Lamin
- Brikama North
  - Alieu K. Darboe (UDP) für den Wahlbezirk Kembujeh
  - Ansu B. O. Nyass (UDP) für den Wahlbezirk Nyambai
- Brikama South
  - Ismaila Jallow (UDP) für den Wahlbezirk Suba
  - Lamin Jarju (APRC) für den Wahlbezirk Marakissa

### Kerewan Area Council
| Wahl zum Vorsteher des Kerewan Area Councils |        |                      |         |             |
|                                              | Partei | Kandidat             | Stimmen | Stimmanteil |
|                                              | GDC    | Abdoulie Jallow      | 12.628  | 38,49 %     |
|                                              | NRP    | Ngui Secka           | 1.577   | 4,81 %      |
|                                              | PDOIS  | Abdoulai G. Dibba    | 2.115   | 6,45 %      |
|                                              | UDP    | Malamin I. L. Bojang | 16.486  | 50,25 %     |
|                                              |        | abgegebene Stimmen:  | 32.806  |             |

Bei den Wahlen in der Kerewan Administrative Area wurde der Regionalrat von der North Bank Region, dem Kerewan Area Council, neu gewählt. Für dessen Vorsteher wurden 32.806 Stimmen von 101.717 Stimmberechtigten abgegeben. Damit lag die Wahlbeteiligung bei 32,3 %. Gewählt wurde der Kandidat der United Democratic Party (UDP) Malamin I. L. Bojang.
Ratsmitglieder:
- Lower Niumi
  - Kebba A. A. Jallow (UDP) für den Wahlbezirk Essau
  - Amadou Bah (GDC) für den Wahlbezirk Medina Serign Mass
- Upper Niumi
  - Habibou Bah (GDC) für den Wahlbezirk Prince
  - Alhagie K. Saho (GDC) für den Wahlbezirk Pakau
- Jokadu
  - Alpha Khan (GDC) für den Wahlbezirk Kerr Jarga
  - Tamsir Chune (GDC) für den Wahlbezirk Darsilami
- Lower Baddibu
  - Alhagie Panneh (UDP) für den Wahlbezirk Kerewan
  - Kebba Sawaneh (UDP) für den Wahlbezirk Saaba
- Central Baddibu
  - Sitokoto M. Kassama (UDP) für den Wahlbezirk Salikene
  - Saikou Singhathe (UDP) für den Wahlbezirk Njaba Kunda
- Illiasa
  - Sambou Njai (UDP) für den Wahlbezirk Noo Kunda
  - Tumani B. M. Trawally (UDP) für den Wahlbezirk Katchang (ohne Gegenkandidaten)
  - Momar F. Ndow (GDC) für den Wahlbezirk Kubandarr
  - Papa Tunkara (GDC) für den Wahlbezirk Farafenni
- Sabach Sanjal
  - Kalipha Jadama (NRP) für den Wahlbezirk Sabach
  - Pa Abdou Boye (PDOIS) für den Wahlbezirk Sanjal

### Mansakonko Area Council
| Wahl zum Vorsteher des Mansakonko Area Councils |        |                     |         |             |
|                                                 | Partei | Kandidat            | Stimmen | Stimmanteil |
|                                                 | GDC    | Phoday Lang Sarr    | 4.111   | 27,42 %     |
|                                                 | UDP    | Landing Sanneh      | 10.882  | 72,58 %     |
|                                                 |        | abgegebene Stimmen: | 14.993  |             |

Bei den Wahlen in der Mansakonko Administrative Area wurde der Regionalrat von der Lower River Region, dem Mansakonko Area Council, neu gewählt. Für dessen Vorsteher wurden 14.993 Stimmen von 49.198 Stimmberechtigten abgegeben. Damit lag die Wahlbeteiligung bei 30,5 %. Gewählt wurde der Kandidat der United Democratic Party (UDP) Landing Sanneh.
Ratsmitglieder:
- Kiang West
  - Sainey Jadama (UDP) für den Wahlbezirk Kiang Jula Farr
  - Momodou Manneh (UDP) für den Wahlbezirk Kiang Banta
- Kiang Central
  - Sidisi Dibba (UDP) für den Wahlbezirk Kwinella
  - Ousman K. Sowe (GDC) für den Wahlbezirk Jiroff
- Kiang East
  - Sulayman Sanneh (UDP) für den Wahlbezirk Kaiaf
  - Bakary Korita (UDP) für den Wahlbezirk Massembeh
- Jarra West
  - Nfamara Saidykaan (UDP) für den Wahlbezirk Jaduma
  - Bakary Fadera (UDP) für den Wahlbezirk Gikoko
- Jarra Central
  - Tumbul Krubally (GDC) für den Wahlbezirk Jalambereh
  - Abdoulie Camara (GDC) für den Wahlbezirk Buiba
- Jarra East
  - Sira Sabally (GDC) für den Wahlbezirk Bureng
  - Almamo A. K. Ceesay (UDP) für den Wahlbezirk Pakaliba

### Janjanbureh Area Council
| Wahl zum Vorsteher des Janjanbureh Area Councils |        |                      |         |             |
|                                                  | Partei | Kandidat             | Stimmen | Stimmanteil |
|                                                  | GDC    | Malang Saibo Camara  | 7.463   | 38,09 %     |
|                                                  | NRP    | Alhagie A. S. Boye   | 1.469   | 7,50 %      |
|                                                  | UDP    | Ibrahim Janko Sanneh | 9.145   | 46,67 %     |
|                                                  | PDOIS  | Alhagie Samba Mbye   | 1.517   | 7,74 %      |
|                                                  |        | abgegebene Stimmen:  | 19.594  |             |

Bei den Wahlen in der Janjanbureh Administrative Area wurde der Regionalrat von der Central River Region, dem Janjanbureh Area Council, neu gewählt. Für dessen Vorsteher wurden 19.594 Stimmen von 66.172 Stimmberechtigten abgegeben. Damit lag die Wahlbeteiligung bei 29,6 %. Gewählt wurde der Kandidat der United Democratic Party (UDP) Ibrahim Janko Sanneh.
Ratsmitglieder:
- Janjanbureh
  - Ebrima Foon (UDP) für den Wahlbezirk Maccarthy
- Upper Fulladu West
  - Omar Baldeh (GDC) für den Wahlbezirk Sare Soffie
  - Nuha Jawara (UDP) für den Wahlbezirk Bansang
  - Galleh Kandeh (GDC) für den Wahlbezirk Daru
  - Abdoulie Jallow (GDC) für den Wahlbezirk Galleh
- Lower Fulladu West
  - Lamin T. Fatty (UDP) für den Wahlbezirk Fulabantang
  - Chendu Boye (GDC) für den Wahlbezirk Kerewan
  - Lamin Camara (UDP) für den Wahlbezirk Brikamaba
- Niamina Dankunku
  - Musa Bah (GDC) für den Wahlbezirk Dankunku
- Niamina West
  - Saidou Loum (GDC) für den Wahlbezirk Catamina
- Niamina East
  - Musa Sawaneh (UDP) für den Wahlbezirk Jareng
  - Haruna Barry (GDC) für den Wahlbezirk Kudang

### Kuntaur Area Council
| Wahl zum Vorsteher des Kuntaur Area Councils |        |                     |         |             |
|                                              | Partei | Kandidat            | Stimmen | Stimmanteil |
|                                              | GDC    | Saihou Jawara       | 6.308   | 36,75 %     |
|                                              | NRP    | Mustapha F. M. Jobe | 4.593   | 26,76 %     |
|                                              | UDP    | Aussainou Jobarteh  | 6.265   | 36,50 %     |
|                                              |        | abgegebene Stimmen: | 17.166  |             |

Bei den Wahlen in der Kuntaur Administrative Area wurde der Regionalrat von der Central River Region, dem Kuntaur Area Council, neu gewählt. Für dessen Vorsteher wurden 17.166 Stimmen von 50.503 Stimmberechtigten abgegeben. Damit lag die Wahlbeteiligung bei 34,0 %. Gewählt wurde der Kandidat des Gambia Democratic Congress (GDC) Saihou Jawara.
Ratsmitglieder:
- Lower Saloum
  - Musa S. Bah (NRP) für den Wahlbezirk Kaur
  - Fanta Touray (GDC) für den Wahlbezirk Ballanghar
- Upper Saloum
  - Hamet Loum (NRP) für den Wahlbezirk Panchang
  - Ngangne Ceesay (NRP) für den Wahlbezirk Njau
- Niani
  - Mbemba K. M. Koteh (UDP) für den Wahlbezirk Kuntaur
  - Pa Wally Ndimbalan (GDC) für den Wahlbezirk Nyanga
- Nianja
  - Edrissa Ceesay (NRP) für den Wahlbezirk Chamen
- Sami
  - Janko Ceesay (UDP) für den Wahlbezirk Pachonki
  - Sorry Darboe (UDP) für den Wahlbezirk Banni
  - Bakary Sowe (GDC) für den Wahlbezirk Karantaba

### Basse Area Council
| Wahl zum Vorsteher des Basse Area Councils |        |                     |         |             |
|                                            | Partei | Kandidat            | Stimmen | Stimmanteil |
|                                            | GDC    | Pateh N. Baldeh     | 9.767   | 35,64 %     |
|                                            | PDOIS  | Ansu T. S. Sonko    | 3.530   | 12,88 %     |
|                                            | UDP    | Foday Danjo         | 14.109  | 51,48 %     |
|                                            |        | abgegebene Stimmen: | 27.406  |             |

Bei den Wahlen in der Basse Administrative Area wurde der Regionalrat von der Upper River Region, dem Basse Area Council, neu gewählt. Für dessen Vorsteher wurden 27.406 Stimmen von 115.185 Stimmberechtigten abgegeben. Damit lag die Wahlbeteiligung bei 23,8 %. Gewählt wurde der Kandidat der United Democratic Party (UDP) Foday Danjo.
Ratsmitglieder:
- Jimara
  - Ebrima Manneh (GDC) für den Wahlbezirk Julangel
  - Ousainou Mahanera (UDP) für den Wahlbezirk Gambisara
- Basse
  - Sainey Kanuteh (UDP) für den Wahlbezirk Basse
  - Yuba Jawara (UDP) für den Wahlbezirk Sabi
- Tumana
  - Bubacarr Saho (UDP) für den Wahlbezirk Dampha Kunda
  - Ebrima F. Sissoko (UDP) für den Wahlbezirk Kulari
- Kantora
  - Musa Tunkara (parteilos) für den Wahlbezirk Garawol
  - Alhagie Sanyang (UDP) für den Wahlbezirk Koina
- Wulli West
  - Ebrima Danso (GDC) für den Wahlbezirk Sare Ngai
  - Alhagie Kijera (GMC) für den Wahlbezirk Sutukonding
- Wulli East
  - Sarja F. K. Kamateh (PDOIS) für den Wahlbezirk Foday Kunda
  - Omar Garry (PDOIS) für den Wahlbezirk Baja Kunada
- Sandu
  - Mbye Touray (UDP) für den Wahlbezirk Misera
  - Abdourahman Camara (GDC) für den Wahlbezirk Diabugu